# Inventos de la Antigua China

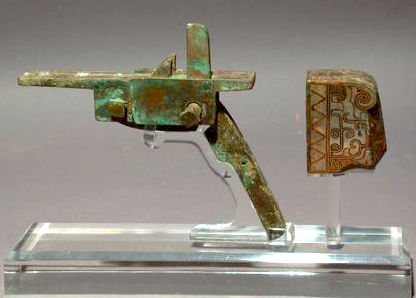
Una ballesta de bronce china con una cantonera (los componentes de madera desde entonces han erosionado y desaparecido), con incrustaciones de plata. Esta ballesta data de aproximadamente el periodo de los Reinos Combatientes (403-221 a. C.) a principios de la Dinastía Han (202 a. C. - 220).

Los chinos inventaron tecnologías que implicaron el desarrollo y la mecánica,  
hidráulica y las matemáticas aplicadas, la relojería, la metalurgia, la astronomía, la agricultura, la ingeniería, la teoría de la música, la artesanía, la náutica, y la guerra. Durante el periodo de los Reinos Combatientes (403-221 a. e. c.), llegaron a poseer una avanzada tecnología metalúrgica, donde se incluía el alto horno y la cúpula, mientras que el proceso de pudelación y el de forje eran conocidos por la Dinastía Han (202 a. e. c. - 220). Un sistema económico sofisticado en China dio nacimiento a múltiples inventos como el papel moneda en la Dinastía Song (960 - 1279). La invención de la pólvora durante el siglo X acarreó una colección de inventos como lanzas de fuego, minas terrestres, minas marinas, cañones de mano, balas de cañones explosivas, cohetes multietapa, y bombas cohete con alas aerodinámicas y cargas explosivas. Con la ayuda a la navegación proporcionada por la brújula en el siglo XI y la capacidad para conducir en altamar con el timón de codaste, los marineros chinos pre-modernos navegaron hasta el este de África y Egipto. En las agujas del reloj por medio de accionamiento hidráulico, los chinos pre-modernos usaron el mecanismo de escape desde el siglo VIII y finalmente una transmisión por cadena de circuito continuo en el siglo XI. Asimismo, crearon grandes teatros de títeres mecánicos que funcionaban con las ruedas hidráulicas y ruedas de carros y autómatas manejados por  buques de rueda de paleta.
Las culturas contemporáneas Peiligang y Pengtoushan representan las más antiguas culturas neolíticas de China y se formaron alrededor de 7000 a. e. c. Algunos de los primeros inventos del Neolítico, en la China prehistórica, incluyen cuchillos de piedra semilunares y rectangulares, picas y azadas de piedra, el cultivo de setaria italica, arroz y soya, el refinamiento de la sericicultura, la construcción de estructurales tapiales con pisos caseros de cal y yeso, la creación del torno de alfarero, la creación de cerámica con diseños de cable de canasta de estera, la creación de trípodes y buques de vapor de cerámica, el desarrollo de buques ceremoniales y la escapulomancia para propósitos de videncia. Francesca Bray argumenta que la domesticación del buey y el búfalo durante el período de la cultura Longshan (c. 3000 - 2000 a. e. c.), la falta de irrigación en la era Longshan o los cultivos de alto rendimiento, es una prueba completa de que el cultivo de cereales dio buenos resultados "únicamente cuando el terreno se cultivaba cuidadosamente", sugiriendo que el arado era conocido, al menos, durante el período de la cultura Longshan y explicando así los altos rendimientos de producción agrícola que permitieron el surgimiento de la civilización china durante la Dinastía Shang (c. 1600 - 1050 a. e. c.). Con posteriores invenciones como la sembradora de tubos múltiples y el arado de vertedero, la producción agrícola de China podría sostener una población mucho mayor.
Para los propósitos de esta lista, los inventos se consideran innovaciones tecnológicas desarrolladas en China, y por tal no incluye las tecnologías extranjeras que los chinos adquirieron a través del contacto, como el molino de viento de Oriente Medio o el telescopio de la Europa moderna. Tampoco se incluyen las tecnologías desarrolladas en otros lugares y que más tarde fueron inventadas o mejoradas por separado por los propios chinos, como la bomba del odómetro y la cadena. Los descubrimientos científicos, matemáticos y naturales, así como los cambios en los conceptos mínimos en el diseño o el estilo y la innovación artística no puede considerarse como invenciones y, por lo tanto, no aparecen en la lista.

## Cuatro Grandes Inventos
La siguiente es una lista de los Cuatro Grandes Inventos de la antigua China —según lo señalado por Joseph Needham (1900-1995), un sinólogo conocido por sus investigaciones sobre la historia de la ciencia china— ordenadas de forma cronológica conforme fueron apareciendo.
Castillo

### Papel

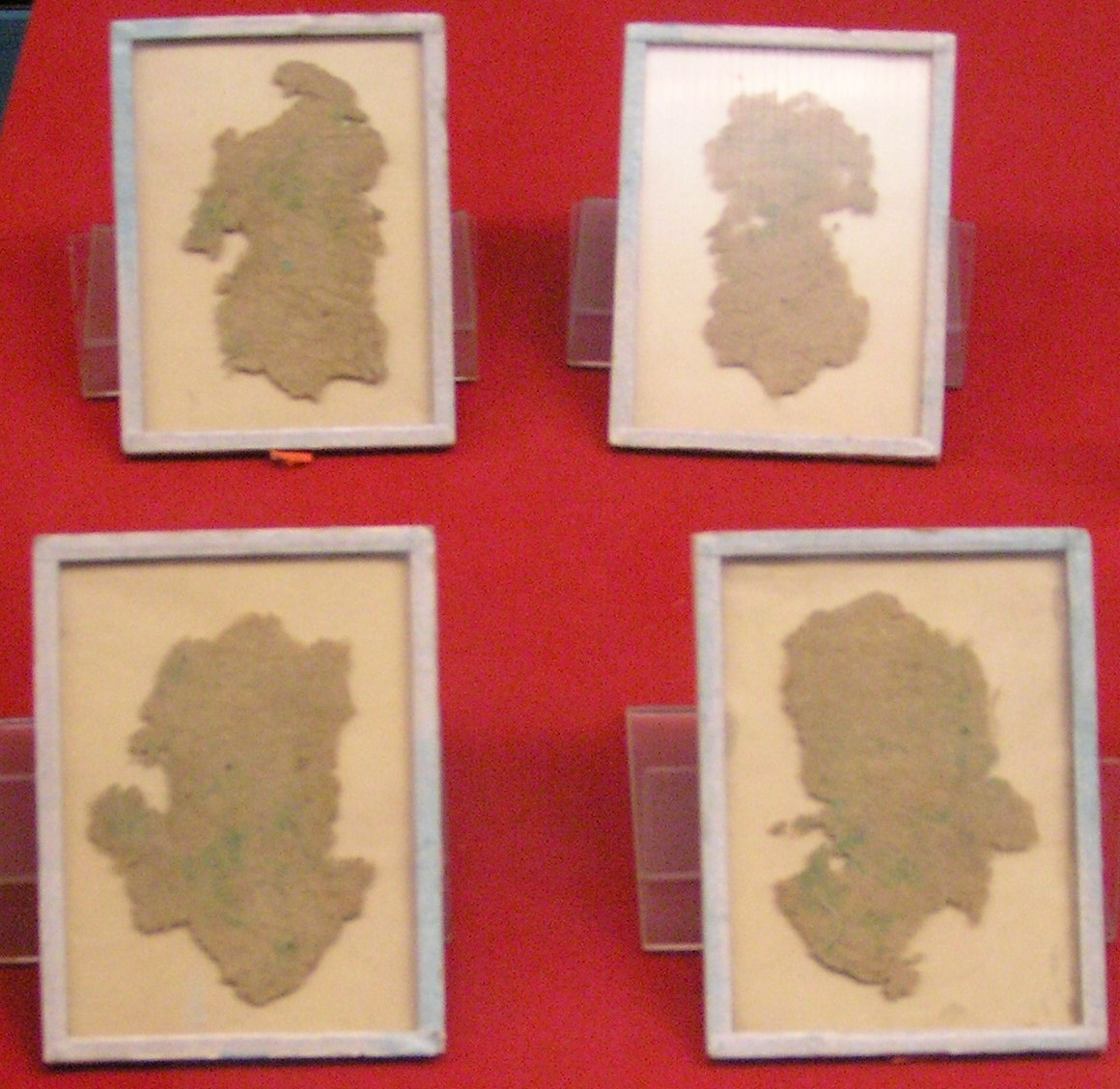
Fragmentos de papel con envoltura de cáñamo que data del reinado del emperador Wu de Han (141 - 87 a. C.).

Esta sección habla sobre la fabricación del papel; para el material de escritura utilizado por primera vez en el antiguo Egipto, véase papiro.
Aunque se registra que el consejero imperial eunuco Cai Lun (50 a. e. c. - 121) de la Dinastía Han inventó el proceso de fabricación de papel por medio de la pulpa de celulosa y estableció el uso de nuevas materias primas para la manufacción de éste; relleno antiguo y objetos envueltos en papel que datan del siglo II a. e. c. han sido descubiertos en China, el más antiguo ejemplo de fabricación de papel por medio de pulpa de celulosa ha sido un mapa de Fangmatan, Tianshui; durante el siglo III, el papel como medio de escritura era de uso generalizado, sustituyendo medios de escritura tradicionales, pero más caros, como las tiras de bambú laminadas en rollos de rosca, y las tiras de seda, las tabletas de arcilla húmedas endurecidas más tarde en un horno, y las tabletas de madera. La primera pieza de papel conocida con escritura fue descubierta en las ruinas de una torre de reloj china en Tsakhortei, Alxa, lugar que las tropas de la Dinastía Han habían abandonado en el 110 después de un ataque Xiongnu. En el proceso de fabricación de papel creado por Cai en 105, se producía una mezcla hervida de corteza de morera y cáñamo, ropa vieja y redes de pesca, con el fin de crear una pulpa que se golpeaba en el engrudo y se agitaba con agua para colocarlo en un tamiz de madera con una estera de cañas cosidas, que se sumergían entonces en la mezcla para posteriormente agitarse en hojas de papel que se blanqueaban gracias a la exposición a luz solar, K. S. Tom dice que este proceso se ha mejorado gradualmente a través de la lixiviación, pulido y glaseado para producir un papel suave y fuerte.

### Imprenta

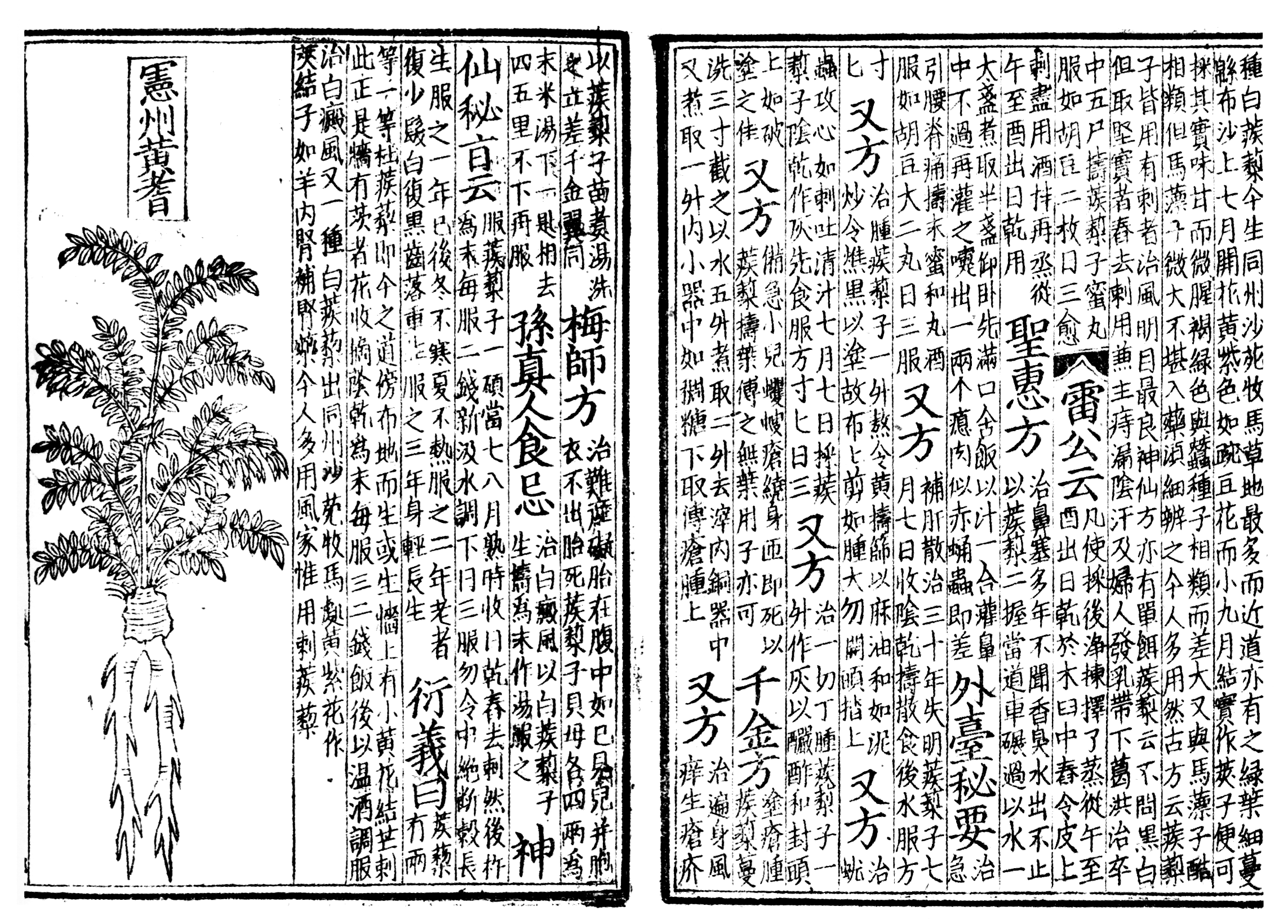
El Bencao fue un texto de medicina china tradicional que se imprimió por medio de sellos de madera. Es uno de los primeros ejemplares impresos por medio de dicho método.

Impresión por medio de sellos de madera: El primer ejemplar de la impresión por sellos de madera es un sutra dhâranis de una sola hoja escrito en sánscrito y que se imprimió en papel de cáñamo entre el 650 y el 670; fue desenterrado en 1974 de una tumba Tang cerca de Xi'an. Un sutra dharani budista coreano miniatura descubierto en 1966, posee caracteres extintos de la escritura china utilizados durante el reinado de la emperatriz y auto-gobernante de China, Wu Zetian (r.690-705), con fecha no antes de 704 y conservado en un templo de estupa coreano de Silla construido en el año 751. El primer periódico impreso, el Kaiyuan Za Bao estuvo disponible hasta el 713. Sin embargo, el primer libro conocido impreso en tamaño normal es el Sutra del Diamante hecho durante la Dinastía Tang (618–907), un pergamino de papel de 5.18 m de largo que fue producido en 868; o el "decimoquinto día de la cuarta luna del noveno año" del reinado del Emperador Yingzong (859–873) Xiantong 咸通. Joseph Needham y Tsien Tsuen-Hsuin escribieron que las técnicas de corte y de impresión usadas para la delicada caligrafía del Sutra del Diamante son mucho más avanzadas y refinadas que las del dharani miniatura impreso tiempo antes. Los dos más antiguos calendarios chinos impresos datan del 877 y 882; encontrados en un sitio de peregrinación budista en Dunhuang; Patricia Ebrey argumenta que no es una sorpresa que algunos de los primeros objetos impresos fuesen calendarios, desde que los chinos encontraron lo necesario para calcular y marcar qué días serían favorables y cuáles no.
Tipos móviles: El científico polímata y oficial Shen Kuo (1031–1095) de la Dinastía Song (960–1279) fue el primero en describir el proceso de impresión de los tipos móviles en su Men Xi Bi Tan (夢溪筆談／梦溪笔谈, "Discusiones de pincel desde un arroyuelo onírico") de 1088, atribuyendo dicha innovación a un artesano poco conocido llamado Bi Sheng (990–1051). Con el uso de caracteres de arcilla cocida, Shen describe el proceso técnico de Bi para la manufacturación y configuración de los tipos, la impresión y la separación de los tipos para su uso posterior. Bi tuvo que experimentar con los caracteres de madera, pero su uso no fue perfeccionado hasta 1297 o 1298 con el modelo del oficial Wang Zhen (fl. 1290–1333) de la Dinastía Yuan (1271–1368); quien también usó los primeros modelos de estaño. El erudito Hua Sui (1439-1513) de la Dinastía Ming inventó el tipo móvil de bronce en China en 1490, si bien para ese entonces los coreanos ya tenían tipos móviles de metal. While Bonnie L. Kendall está de acuerdo con esto, señaló que existió un antecesor en el antiguo Egipto en forma de ramita que estaba deshilachada al final. El escolar Xu Zhiding de la Dinastía Qing (1644–1912) de y Tai'an, Shandong desarrolló caracteres móviles de esmalte en 1718.
Efectos en la encuadernación: El avance de la imprenta en el siglo IX revolucionó la encuadernación, junto con el posterior desarrollo de los libros de papel en la Dinastía Tang a partir de pergaminos de hojas de papel doblados como un folleto, los cuales de desarrollaron posteriormente en la Dinastía Song (960–1279) en enlaces estilo 'mariposa' con hojas de papel dobladas en el centro como si se tratase de un libro común, luego y durante la Dinastía Yuan (1271–1368) los enlaces espalda tenían dos bordes de las hojas unidos a la columna vertebral —es decir, al lomo del libro— y asegurada con una cartulina a la parte trasera; como especie de contraportada, y durante la Dinastía Ming (1368–1644) los libros finalmente tuvieron un hilo cosido a los enlaces en la parte posterior. No fue sino hasta principios del siglo XX que el hilo tradicional de la encuadernación china fue sustituido por el del estilo occidental de encuadernación, un evento paralelo con la sustitución de los métodos tradicional de impresión de China con la imprenta moderna, en tradición de Johannes Gutenberg (c. 1400–1468).

### Pólvora

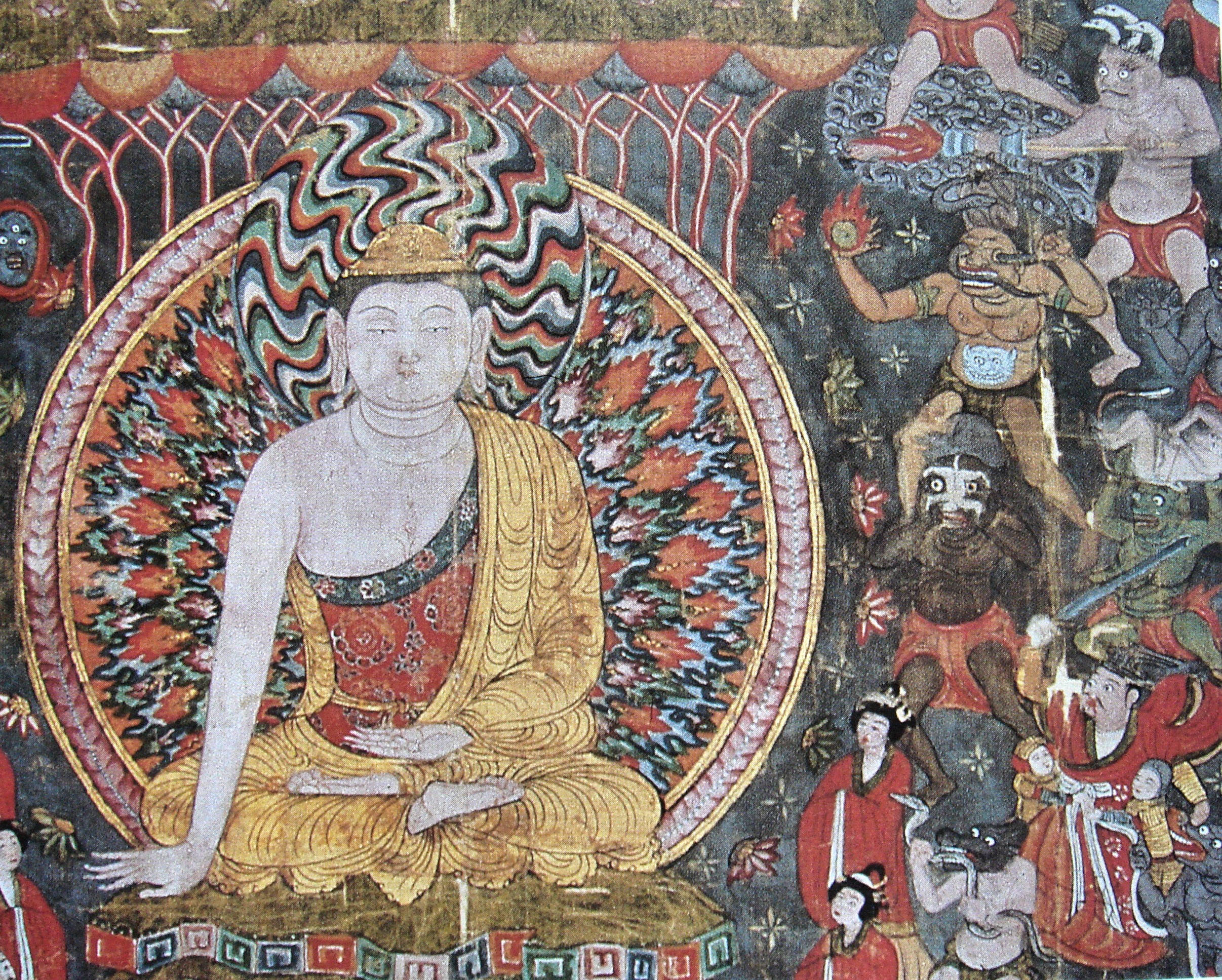
La primera representación conocida de un arma de fuego (una «lanza de fuego») y una granada (esquina superior derecha), en las cuevas de Dunhuang, c. 950 d. C.

La primera evidencia del uso de la pólvora en China proviene del período de las Cinco Dinastías y los Diez Reinos (618–907). Las primeras recetas registradas y conocidas para la pólvora fueron escritas por Zeng Gongliang, Ding Du, y Yang Weide en el Wujing Zongyao, un manuscrito militar compilado en 1044 durante la Dinastía Song (960–1279). Sus fórmulas de pólvora describen el uso de bombas incendiarias lanzadas desde catapultas, arrojadas desde las murallas, o bajadas por la pared mediante el uso de cadenas de hierro operadas por una palanca. Las bombas lanzadas desde los trabucos o fundíbulos montados en castillos de proa de los buques navales aseguraron la victoria de los Song sobre las fuerzas Jin en la batalla de Caishi en 1161, mientras la Dinastía Mongol Yuan (1271–1368) usaron bombas de pólvora durante la invasión fallida en Japón en 1274 y 1281. Durante los siglos XIII y XIV, las fórmulas de la pólvora elevaron su potencia (gracias a las concentraciones de nitrato superiores a los 91%) y las armas de pólvora se volvieron más avanzadas y mortales, como se evidencia en el manuscrito militar Huolongjing de la Dinastía Ming (1368–1644) compilado por Jiao Yu (fl. a finales del siglo XIV o principios del XV) y Liu Ji (1311–1375), completado antes de la muerte de este último con un prólogo añadido por el anterior en una publicación de la obra en Nanyang en 1412, era un preparado de azufre y nitrato o salitre.

### Brújula
Aunque un antiguo artefacto hecho de hematita y proveniente de la época Olmeca en México datado de 1000 a. e. c. indica el posible uso de brújulas con magnetita tiempo antes de que fuese descrito en China, los Olmecas no contaban con hierro; material que los chinos descubrieron podía ser magnetizado con la propia magnetita. Las primeras descripciones entre la atracción de la magnetita y el hierro fueron hechas en el Guanzi, Lüshi Chunqiu y Huainanzi.

## Tecnología de la dinastía Song
La dinastía Song (960–1279 d. C.) aportó significativos avances tecnológicos en la historia de China, muchos de los cuales fueron fruto del trabajo de funcionarios estatales talentosos, reclutados por el gobierno a través de los llamados exámenes imperiales. 
La capacidad inventiva en materia de ingeniería mecánica avanzada en China contaba ya con una larga tradición histórica; el ingeniero Su Song escribió que su trabajo y el de sus contemporáneos se apoyaba en los logros de inventores anteriores, como los del astrónomo e inventor Zhang Heng (78–139), considerado como uno de los pioneros en el uso de herramientas mecánicas. El empleo de tipos móviles en la impresión fue una evolución del sistema de impresión xilográfica ya ampliamente extendido en la educación y entretenimiento de las masas y de los estudiantes confucionistas. De forma semejante, el aprovechamiento de la pólvora para el desarrollo de nuevas armas de fuego, como cañones, permitió a la dinastía Song repeler a sus enemigos militarizados —las dinastías Liao y Jin, así como el Imperio de Xi Xia— hasta colapsar frente a la invasión del ejército mongol de Kublai Kan en el siglo XIII.